# Босилково (Бургасская область)
Босилково (болг. Босилково) — село в Болгарии. Находится в Бургасской области, входит в общину Сунгурларе. Население составляет 86 человек.

## Политическая ситуация
Кмет (мэр) общины Сунгурларе — Георги Стефанов Кенов (Движение за права и свободы (ДПС)) по результатам выборов.